# Anne McClain
Anne C. McClain (Washington, Estados Unidos, 7 de junio de 1979) es una astronauta estadounidense seleccionada por la NASA en 2013.

## Biografía
Anne McClain nació el 7 de junio de 1979 en Spokane, Washington. En 1997 se graduó por la Gonzaga Preparatory School, en Spokane. Obtuvo un Bachelor of Science en ingeniería aeronautica y mecánica por la Academia Militar de los Estados Unidos (West Point). Tras haber sido becada con la Marshall Scholarship, McClain obtuvo dos Master of Science, uno en ingeniería aeroespacial por la Universidad de Bath y otro en relaciones internacionales por la Universidad de Bristol, ambas universidades inglesas.

### Carrera militar

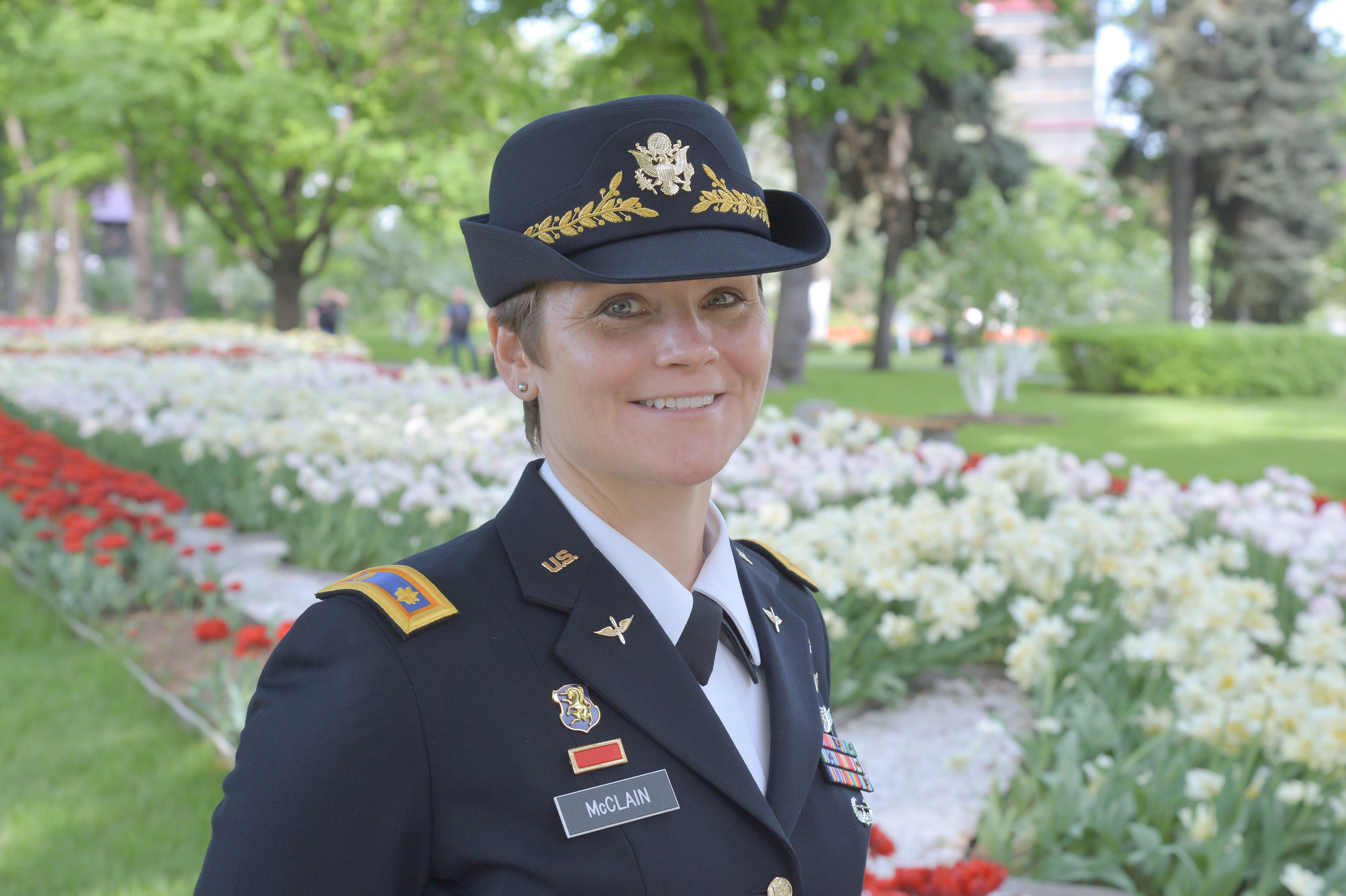

Tras graduarse por la Academia Militar en 2002 fue comisionada como oficial de la Ejército y, justo después, entró en la escuela de posgrado. Centró sus estudios realizados en la Universidad de Bath en la aerodinámica inestable y la visualización del flujo de las alas en delta gruesas de alabeo libre; su investigación fue publicada posteriormente por el American Institute of Aeronautics and Astronautics. Al mismo tiempo investigó la carga de seguridad en los países en vías de desarrollo en la Universidad de Bristol.
Después de haber terminado ambas maestrías le otorgaron el control de un helicóptero de exploración y ataque Bell OH-58D Kiowa Warrior. Su primer destacamento fue el 2.º Batallón del 6.º Regimiento de Caballería en el Wheeler Army Airfield, en Hawái, como líder del pelotón de tráfico aéreo y líder del pelotón de mantenimiento intermedio de aviación; posteriormente fue ascendida a comandante del destacamento. Después sirvió 15 meses en la Guerra de Irak, en la que voló más de 800 horas de combate y formó parte de 216 misiones como piloto al mando y comandante de misiones aéreas.
En 2009 se formó como Capitán de aviación, tras esto fue asignada al 1.º Batallón del 14.º Regimiento de Aviación, en Fort Rucker, como oficial de operaciones del batallón y piloto instructor de los helicópteros OH-58D. En mayo de 2010 fue promocionada a comandante de la Tropa C del 1.º Batallón del 14.º Regimiento de Aviación; se encargó del entrenamiento inicial de entrada al Ejército, de la formación de pilotos instructores y del entrenamiento de pilotos de pruebas de mantenimiento en el OH-58D Kiowa Warrior. Se graduó por la United States Army Command and General Staff College  y completó los cursos de cualificación de alas fijas multimotor C-12 en 2011 y 2012. Luego asistió a la U.S. Naval Test Pilot School, en la que se graduó con la clase 143 en junio de 2013.
La Mayor McClain es una aviadora experimentada del Ejército y ha volado más de 2000 horas de vuelo en 20 aviones diferentes, tanto de ala rotativa como fija. Está cualificada para instruir con el OH-58D Kiowa Warrior, y cualificada para volar con el Beechcraft C-12 Huron, el Sikorsky UH-60 Black Hawk y el Eurocopter UH-72 Lakota.

### Carrera en la NASA

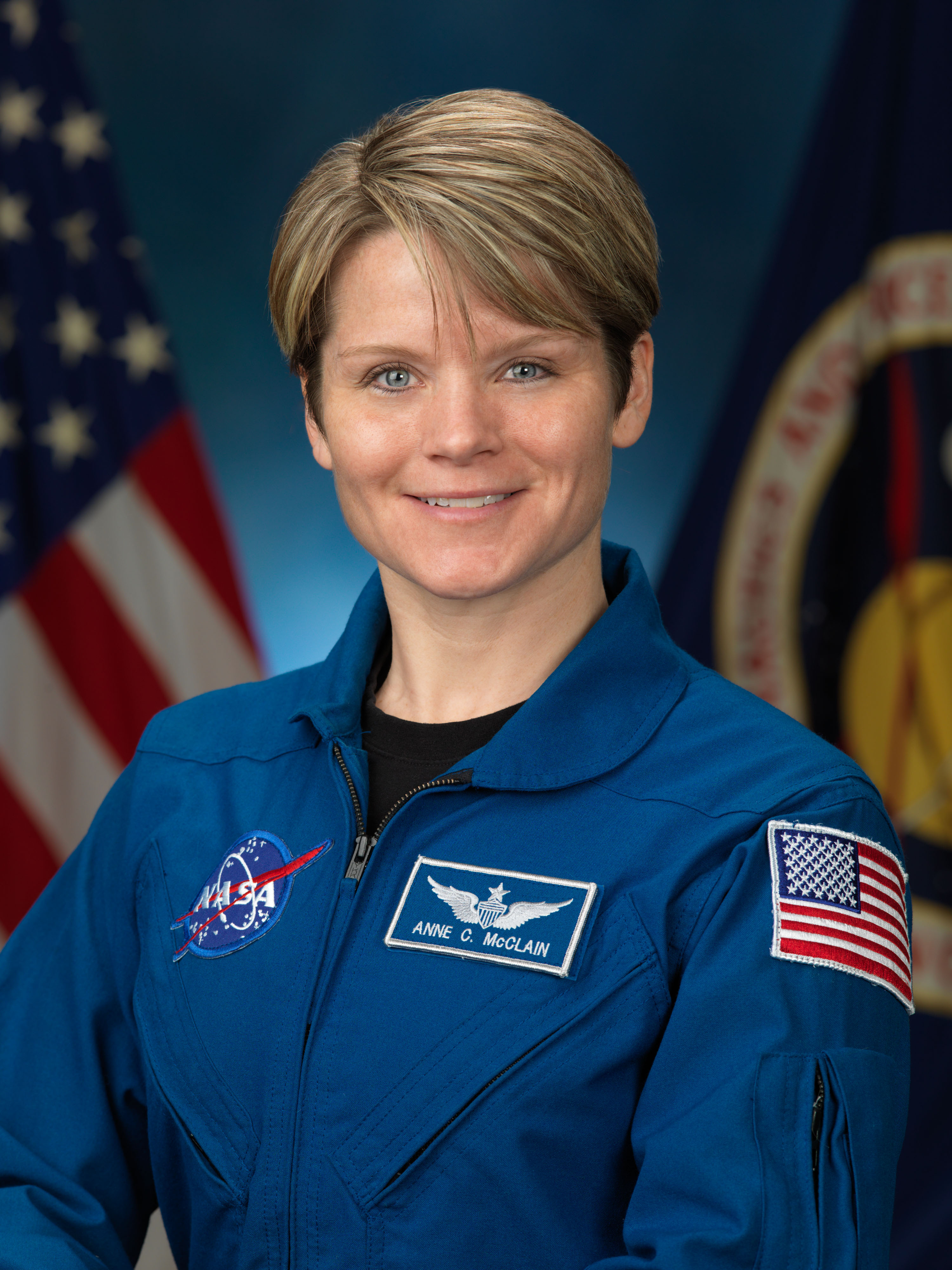

En junio de 2013, McClain fue seleccionada por la NASA como miembro de la 21.ª clase de astronautas de la NASA; en ese momento se convirtió en la astronauta más joven de la NASA. Su entrenamiento incluyó sesiones formativas, tanto científicas como técnicas, instrucción intensiva en los sistemas de la  Estación Espacial Internacional, actividad extravehicular (EVA), robótica, entrenamiento físico, entrenamiento aéreo en un Northrop T-38 Talon y entrenamiento de supervivencia en el agua y el desierto. Completó su entrenamiento en 2015. Ha declarado que viajaría a Marte en la primera oportunidad que se le presente.
En noviembre de 2018 realizará su primera expedición al espacio, la expedición 58/59, junto con David Saint-Jacques, astronauta de la Agencia Espacial Canadiense, y Oleg Kononenko, de la Roscosmos.
En agosto de 2019 la Nasa investiga lo que sería el primer delito cometido en el espacio. La astronauta Anne McClain está acusada de usurpación de identidad y de acceso irregular a los registros financieros de su exesposa desde la Estación Espacial Internacional.